# Cromato de chumbo (II)

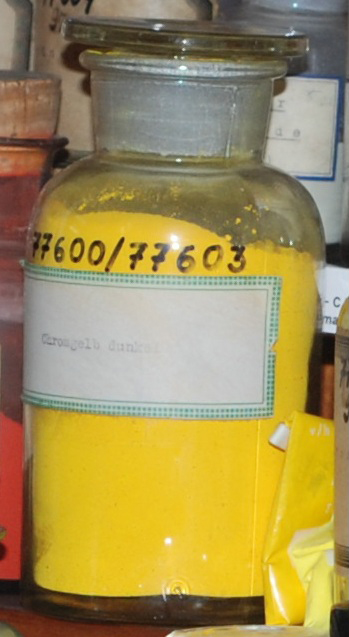
Cromato de chumbo (II), historical dye collection of the Technical University of Dresden, Germany

Cromato de chumbo (II), de fórmula química PbCrO4, é um composto de cor amarela e pouco solúvel em água. É usado como pigmento amarelo sob o nome amarelo de cromo, é formado como um precipitado amarelo pela reação do cromato de potássio com nitrato de chumbo.